# Усеніново
Усені́ново (рос. Усениново) — село у складі Туринського міського округу Свердловської області.
Населення — 622 особи (2010, 725 у 2002).
Національний склад населення станом на 2002 рік: росіяни — 97 %.